# لیا وولتی
لیا وولتی (انگلیسی: Lia Wälti؛ زادهٔ ۱۹ آوریل ۱۹۹۳) بازیکن فوتبال اهل سوئیس است.
از باشگاه‌هایی که در آن بازی کرده‌است می‌توان به باشگاه فوتبال ۱.اف‌اف‌سی توربین پوتسدام و تیم فوتبال زنان آرسنال اشاره کرد.
وی همچنین در تیم ملی فوتبال زنان سوئیس بازی کرده‌است.